# Grimus
Grimus – debiutancka powieść autorstwa Salmana Rushdiego z pogranicza gatunków fantasy i science-fiction z 1975 roku.
Historia nawiązuje do Trzepoczącego Orła, młodego Indianina, który po wypiciu magicznej mikstury otrzymuje dar nieśmiertelności. Jako nieśmiertelny przemierza Ziemię przez 777 lat, 7 miesięcy i 7 dni poszukując swej, również nieśmiertelnej, siostry oraz zgłębiając własną tożsamość dopóki, dopóty nie wpada przez dziurę do Morza Śródziemnego. Przybywa na mistyczną Wyspę Cielęcą w równoległym wymiarze, gdzie inni nieśmiertelni zmęczeni światem, lecz przywiązani do życia wiecznego, egzystują w spokojnej społeczności, która rządzona jest w sposób subtelny, aczkolwiek zarazem złowieszczy.
Opublikowana w 1975 roku książka jest pierwszą wydaną powieścią Rushdiego. Przez ówczesną krytykę została zdyskredytowana. Pewne pojęcie o jej przyjęciu może dać nieprzychylna opinia Petera Kempa:
"Jego pierwsza powieść, Grimus, bijąca surrealizmem saga oparta na dwunastowiecznym sufickim poemacie, obficie okraszona mitycznymi i literackimi aluzjami, zanurkowała w zapomnienie przy niemalże powszechnej drwinie".